# 查克拉瓦尔蒂·拉贾戈巴拉查理
查克拉瓦尔蒂·拉贾戈巴拉查理（1878年12月10日—1972年12月25日）律师、作家、政治家、印度教降神师。他是英属印度獨立後唯一一位擔任印度总督的印度人，后任马达拉斯首席部长（泰米尔纳德邦）。
拉贾戈巴拉查理后出任尼赫鲁总理的内阁成员，任内政部长。1952年至1954年任马达拉斯（Madras）首席部长。1959年成為自由獨立黨的創建人和領導者。离开政府后，他成为印度政府的最高荣誉奖印度國寶勳章的首位获奖者。

## 註解
1. ↑  . 8 December 2016. （原始内容存档于10 December 2016）.

## 伸延閱讀
- Kamat, Jyotsna. . Kamat's Potpourri.   [15 August 2010]. （原始内容存档于2021-01-08）.
- Varadarajan, R. . The Hindu. 2 October 2000  [21 June 2011]. （原始内容存档于7 May 2010）.
- Vasanthi Srinivasan, Gandhi's Conscience Keeper: C Rajagopalachari and Indian Politics (Permanent Black 2009)
- C. R. Kesavan. . East West Books (Madras). 2003. ISBN 9788188661107.

## 外部連結
- 有关查克拉瓦尔蒂·拉贾戈巴拉查理在德国经济学中央图书馆（ZBW）20世纪新闻档案中的剪报。

| 前任： 路易斯·蒙巴顿 | 印度总督 | 继任： 無（印度共和國成立） 拉金德拉·普拉薩德（印度總統） |